# Lara Hubinont
Lara Hubinont est une actrice et metteuse en scène, connue du grand public pour avoir incarné Marjorie dans la série télévisée La Trêve.

## Biographie
Elle fait partie de la compagnie belge Ceux qui marchent, qui produit des spectacles pour l'enfance et la jeunesse

## Cinéma
- 2005 : Ripaille sous le paillasson de Matthieu Donck
- 2009 : Le Con de François Paquay
- 2012 : Torpédo de Matthieu Donck
- 2018 : Emma Peeters de Nicole Palo
- 2019 : Red Sandra de Jan Verheyen[2]

## Télévision
- La Trêve, saison 1 et 2  : Marjorie

## Théâtre

### Mise en scène
- 2012 : Ceux qui marchent dans l'obscurité d'Hanokh Levin. L'Atelier 210, Bruxelles[3]
- 2018 : Deux valises pour le Canada[4]
- ?    : Mutik de Lara Hubinont, Ahmed Ayed, Benoît Lavalard et Josselin Moinet[5]
- 2021 : Chhht.  Mise en scène : Valérie Joyeux et Lara Hubinon

### Actrice
- 2009 : Le Cercle de craie caucasien de Bertolt Brecht. Mise en scène : Jasmina Douieb. Compagnie Entre Chiens et Loups
- 2014 : Alice ou le voyage intérieur[6]
- 2021 : Kosmos de Jasmina Douieb, Lara Hubinont, Thibaut de Coster, Charly Kleinermann. Mise en scène : Jasmina Douieb
- 2021 : Pandora de  Jasmina Douieb, Lara Hubinont, Fanny Esteve et Jean-Michel Distexhe

### Assistante à la mise en scène
- 2011 : Himmelweg de Juan Mayorga. Mise en scène : Jasmina Douieb. L'Atelier 210, Bruxelles
- 2016 : L'Ogrelet de Suzanne Lebeau. Mise en scène : Paul Decleire. Le Zeppelin / Compagnie Les Voyageurs, Saint-André-lez-Lille